# Vera Pawlowsky-Glahn
Vera Pawlowsky-Glahn (Barcelona, 25 de setembre de 1951) és una matemàtica hispano-alemanya. Des del 2000 fins al 2018, ha estat professora de temps complet a la Universitat de Girona, al Departament de Ciències de la Computació, Matemàtica Aplicades i Estadística. Des de 2018 és professora emèrita a la mateixa universitat. Anteriorment, va ser professora associada a la Universitat Politècnica de Catalunya des de 1986 fins a 2000. Les seves principals àrees d'interès de recerca inclouen l'anàlisi estadístic de dades compositives, enfocament algebraic-geomètric a la inferència estadística, i anàlisi de conglomerats espacials. Va ser la presidenta de l'Associació Internacional de Geociències Matemàticas (IAMG) durant 2008-2012. IAMG li va atorgar la Medalla William Christian Krumbein el 2006, i el Premi John Cedric Griffiths Teaching el 2008. El 2007, va ser seleccionada com a Professora Distingida d'IAMG.
Durant el 6è Taller internacional sobre anàlisi de dades de composició al juny de 2015, Pawlowsky-Glahn va ser nomenada presidenta d'una comissió per formalitzar la creació d'una organització internacional de científics interessats, a l'avançament i l'aplicació del modelatge de dades de composició.

## Educació
- Doctorat, Universitat Lliure de Berlín, 1986
- MSc., Universitat de Barcelona, 1982.
- Llicenciatura, Universitat de Barcelona, 1980.

## Obres
- Vera Pawlowsky-Glahn, Juan José Egozcue, Raimon Tolosana-Delgado, 2015. Modelling and Analysis of Compositional Data. Wiley, p. 256[8]
- Vera Pawlowsky-Glahn, Antonella Buccianti (Editors), 2011. Compositional Data Analysis: Theory and Applications. Wiley, p. 400[9]
- Vera Pawlowsky-Glahn, Mario Chica-Olmo, Eulogio Pardo-Igúzquiza, 2011. New applications of geomathematics in earth sciences, v. 122, no. 4, Boletín Geológico y Minero, Instituto Geológico y Minero de España, p. 435[10]
- Antonella Buccianti, G. Mateu-Figueras, Vera Pawlowsky-Glahn (Editors), 2006. Compositional Data Analysis in the Geosciences: From Theory to Practice. Geological Society of London special publication, p. 212[11]
- Vera Pawlowsky-Glahn and Ricardo A. Olea, 2004. Geostatistical Analysis of Compositional Data. International Association for Mathematical Geosciences, Studies in Mathematical Geosciences, Oxford University Press, p.181[12]
- Lucila Candela and Vera Pawlowsky (Editors), 1988. Curso sobre fundamentos de geoestadística. Barcelona ISBN 84-404-1653-9.